# Stazione meteorologica di Chioggia
La stazione meteorologica di Chioggia è la stazione meteorologica di riferimento relativa alla città di Chioggia.

## Coordinate geografiche
La stazione meteorologica si trova nell'area climatica dell'Italia nord-orientale, nel Veneto, in provincia di Venezia, nel comune di Chioggia, a 2 metri s.l.m. e alle coordinate geografiche 45°14′N 12°16′E.

## Dati climatologici
In base alla media trentennale di riferimento 1961-1990, la temperatura media del mese più freddo, gennaio, si attesta a +2,9 °C, quella del mese più caldo, luglio, è di +23,8 °C .
| Chioggia           | Mesi | Mesi | Mesi | Mesi | Mesi | Mesi | Mesi | Mesi | Mesi | Mesi | Mesi | Mesi | Stagioni | Stagioni | Stagioni | Stagioni | Anno |
| Chioggia           | Gen  | Feb  | Mar  | Apr  | Mag  | Giu  | Lug  | Ago  | Set  | Ott  | Nov  | Dic  | Inv      | Pri      | Est      | Aut      | Anno |
| ------------------ | ---- | ---- | ---- | ---- | ---- | ---- | ---- | ---- | ---- | ---- | ---- | ---- | -------- | -------- | -------- | -------- | ---- |
| T. max. media (°C) | 5,1  | 6,7  | 10,8 | 15,9 | 20,9 | 24,4 | 27,3 | 26,7 | 23,1 | 17,7 | 11,2 | 6,5  | 6,1      | 15,9     | 26,1     | 17,3     | 16,4 |
| T. min. media (°C) | 0,7  | 1,7  | 5,5  | 9,7  | 14,1 | 17,5 | 20,2 | 19,9 | 17,1 | 12,1 | 7,1  | 2,3  | 1,6      | 9,8      | 19,2     | 12,1     | 10,7 |